# Strawberry Margarita
「Strawberry Marguerita」 (ストロベリーマルガリータ) は、ELLEGARDEN2枚目の配信限定シングル。2022年10月31日にEMI Recordsからリリースされた。

## 概要
前作「Mountain Top」に続き配信限定シングルとしてリリースされた。MVでは様々なカップルを描いている。